# Machanaikanahalli, Channagiri
Machanaikanahalli là một làng thuộc tehsil Channagiri, huyện Davanagere, bang Karnataka, Ấn Độ.